# 上田長尾家
上田長尾家（うえだ ながお‐）は、室町時代に越後国に割拠した豪族。守護代長尾氏の分家。

## 概要
上杉氏に従って越後へ入国した越後長尾氏は、三条長尾家を中心に国内各所にその勢力を扶植していったが、越後国南部上田庄の越後上田城に本拠を置いたのが上田長尾家である。その祖は長尾豊前守景晴とも、長尾新左衛門尉長景とも言われ、定かではない。また、越後国内にあって関東管領の被官であった。
戦国期においては、守護代長尾為景による新守護擁立（永正の乱）に加担するが、その後対立関係に陥る。為景の死没直前に、その息女・仙桃院が上田長尾政景に嫁ぐことで政情は安定する。その間に生まれた顕景はのちに上杉景勝を名乗り、上杉謙信の養子となりその家系は、長尾上杉氏（米沢上杉家）として続いていった。

## 歴代当主
※山田邦明は発給文書の署名から、以下の歴代当主を推定している。
1. 長尾景実（兵庫頭）
2. 長尾房景（肥前守）
3. 長尾清景（兵庫助）
4. （長尾憲長（兵庫助））
5. 長尾景隆（顕吉、肥前守）
6. 長尾房長
7. 長尾政景
8. 長尾顕景（上杉景勝）- 山内上杉氏へ養子。上杉謙信を養父とする。